# 1703
1703 (MDCCIII) je bilo navadno leto, ki se je po gregorijanskem koledarju začelo na ponedeljek, po 11 dni počasnejšem julijanskem koledarju pa na petek.

## Dogodki
- ustanovljen Sankt Peterburg

## Rojstva
- 21. februar - Shah Waliullah, indijski islamski teolog in sufi († 1762)
- 5. oktober - Jonathan Edwards (teolog), ameriški kalvinistični teolog in filozof († 1758)

Neznan datum
- Anton Wilhelm Amo, gansko-nemški filozof († 1759)
- Muhammad ibn Abd-al-Wahhab, arabski islamski učenjak († 1792)
- Ando Šoeki, japonski filozof in družbeni reformator († 1762)

## Smrti
- 3. marec - Robert Hooke, angleški fizik, zdravnik (* 1635)
- 5. marec - Gabrielle Suchon, francoska katoliška filozofinja in feministka (* 1631)
- 20. marec - Oiši Kuranosuke, japonski samuraj, voditelj skupine 47-ih roninov (* 1659)
- 16. maj - Charles Perrault, francoski pisatelj (* 1628)
- 26. maj - Samuel Pepys, angleški državni uradnik (* 1633)
- 28. oktober - John Wallis, angleški matematik (* 1616)
- 29. december - Mustafa II., sultan Osmanskega cesarstva (* 1664)